# Sceloporus goldmani
Sceloporus goldmani là một loài thằn lằn trong họ Phrynosomatidae. Loài này được Smith mô tả khoa học đầu tiên năm 1937. Chúng được đặt tên theo nhà động vật học người Mỹ Edward Alphonso Goldman